# Limenitis nigricans
Limenitis nigricans är en fjärilsart som beskrevs av Charles Oberthür 1896. Limenitis nigricans ingår i släktet Limenitis och familjen praktfjärilar. Inga underarter finns listade i Catalogue of Life.